# Vic Lindquist
Carl Victor „Vic” Lindquist (Kanada, Ontario, Gold Rock, 1908. március 22. – Kanada, Manitoba, Winnipeg, 1983. november 30.) olimpiai és világbajnok bajnok kanadai jégkorongozó.
A Winnipeg Hockey Club védője volt és 1931-ben megnyerték az Allan-kupát, amiért a kanadai amatőr jégkorongcsapatok szálltak harcba. Ennek köszönhetően képviselhették Kanadát az 1932. évi téli olimpiai játékokon, a jégkorongtornán, Lake Placidban, mint a kanadai jégkorong-válogatott. Csak négy csapat indult. Oda-visszavágós rendszer volt. Az amerikaiakat legyőzték 2–1-re, majd 2–2-es döntetlent játszottak. A németeket 5–0-ra és 4–1-re győzték le, végül a lengyeleket 10–0-ra és 9–0-ra verték. Ez az olimpia világbajnokságnak is számított, ezért világbajnokok is lettek. 5 mérkőzésen játszott és 3 gólt ütött, valamint 6 gólpasszt adott.
Az olimpia után a Winnipeg Monarchshoz igazolt és részt vett az 1935-ös jégkorong-világbajnokságon, ahol világbajnokok lettek. Ő volt a csapatkapitány és 7 mérkőzésen játszott és 4 gólt ütött.
Az 1936-os téli olimpián a svéd jégkorong-válogatott edzője volt.
1940 után jégkorongbíró lett. Az 1960-as téli olimpián, az 1962-es és 1963-as jégkorong-világbajnokságon volt bíró, valamint számtalan Allan-kupa mérkőzésen.
1994-ben beválasztották a Northwestern Ontario Hall of Fame-be, 1997-ben a Nemzetközi Jégkorongszövetség Hírességek Csarnokába, 2004-ben a Manitoba Sports Hall of Fame-be és a Manitoba Hockey Hall of Fame-be is.